# کلاهک یخی

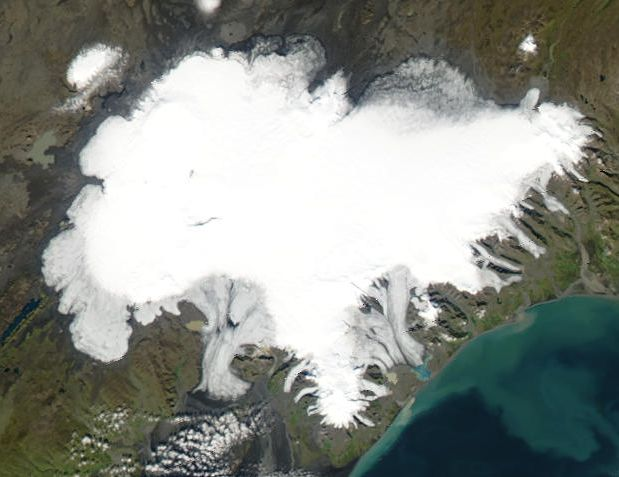
واختنایوکوت، بزرگ‌ترین کلاهک یخی ایسلند

کلاهک یخی (انگلیسی: Ice cap) پوششی گنبدی‌شکل یا بشقاب‌مانند از یخ و برف دائمی که پهنهٔ چکادی کوهستانی را می‌پوشاند به‌گونه‌ای‌که هیچ قله‌ای از آن بیرون نیاید؛ این پوشش تحت تأثیر وزن خود در تمام جهت‌ها گسترده می‌شود و مساحتی کمتر از ۵۰٬۰۰۰ کیلومتر مربع دارد. اگر مساحت ناحیه یخی بیشتر از پنجاه‌هزار کیلومتر مربع باشد یخسار گفته می‌شود.